# Bitmap
Trong kỹ thuật máy tính, một bitmap là một không gian các ánh xạ từ một miền (ví dụ như một dãy các số nguyên) tới các bit. Có thể hiểu đơn giản là một bản đồ của các bit.
Trong đồ họa máy tính, khi mà miền là một hình chữ nhật (chỉ định bởi hai loại tọa độ), một bitmap sẽ cho ta một cách thức để lưu trữ một hình ảnh nhị phân, tức là, hình ảnh mà với mỗi điểm ảnh, chỉ có duy nhất một trong hai màu nào đó.
Đây là một thuật ngữ chung hơn pixmap- đề cập đến một bản đồ của những điểm ảnh (Pixels), nơi mà mỗi đơn vị có thể chứa một trong số nhiều hơn hai màu, và như vậy sẽ dùng đến nhiều hơn một bit cho mỗi điểm ảnh.
Một bitmap là một cách thức tổ chức bộ nhớ hoặc định dạng file ảnh thường sử dụng để lưu trữ những hình ảnh kỹ thuật số.